# Sydney Evans
Sydney Charles H. "Syd" Evans (1881–1927)  fue un boxeador británico. Obtuvo una medalla de plata en la categoría de peso pesado durante los Juegos Olímpicos de Londres 1908.